# Distretto di Meskyana
Il distretto di Meskyana è un distretto della provincia di Oum el-Bouaghi, in Algeria, con capoluogo Meskyana.

## Comuni
Sono comuni del distretto:
- Meskyana
- Behir Chergui
- El Belala
- Rahia